# Gimeux
Gimeux település Franciaországban, Charente megyében. Lakosainak száma 727 fő (2022. január 1.). Gimeux Ars, Merpins, Salles-d’Angles és Celles községekkel határos.

## Népesség
A település népességének változása:
| Lakosok száma | 390  | 686  | 751  | 715  | 719  | 709  | 716  | 719  | 719  | 727  |
|               | 1968 | 1982 | 1990 | 2006 | 2013 | 2015 | 2017 | 2019 | 2020 | 2022 |